# Dariba
Dariba è una suddivisione dell'India, classificata come census town, di 2.832 abitanti, situata nel distretto di Rajsamand, nello stato federato del Rajasthan. In base al numero di abitanti la città rientra nella classe VI (meno di 5.000 persone).

## Geografia fisica
La città è situata a 24° 56' 60 N e 74° 7' 60 E e ha un'altitudine di 478 m s.l.m..

## Società

### Evoluzione demografica
Al censimento del 2001 la popolazione di Dariba assommava a 2.832 persone, delle quali 1.509 maschi e 1.323 femmine. I bambini di età inferiore o uguale ai sei anni assommavano a 227, dei quali 125 maschi e 102 femmine. Infine, coloro che erano in grado di saper almeno leggere e scrivere erano 2.390, dei quali 1.346 maschi e 1.044 femmine.